# Панитула Велика
43° 45′ 35″ N 15° 20′ 30″ E / 43.75972° С; 15.34167° И
Панитула Велика је острвце у хрватском дијелу Јадранског мора. Налази се у Корнатском архипелагу јужно од Пишкере, од које ју дијели морски канал дубок до 1 m, а који је на најужем дијелу широк око 100 m. Дио је Националног парка Корнати. Њена површина износи 0,151 km², док дужина обалске линије износи 2,45 km. Највиши врх је висок 36 m. Грађена је од кречњака и доломита кредне старости. На острвцу се налази АЦИ Марина са 120 везова. Марина је идеално заклоњена од буре. Административно припада општини Муртер-Корнати у Шибенско-книнској жупанији.